# Acibenzolar-S-metile
Acibenzolar-S-metile è un composto organico fungicida che agisce attivando nelle piante ospitanti i funghi parassiti una difesa autonoma da essi, grazie ad un aumento nella trascrizione genica di alcuni geni, come CAD1, NPR1 e PR2. Si tratta di un derivato metilico dell'acibenzolar.